# Gail Devers
Yolanda Gail Devers (Seattle, Washington, 19. studenog 1966.), američka atletičarka.
Trostruka je olimpijska pobjednica, druga atletičarka u povijesti Olimpijskih igara (iza Wyomie Tyus, Tokio 1964. i Mexico City 1968.) koja je dva puta pobijedila na 100 m.